# Оклопњача Монитор
Оклопњача Монитор (енгл. USS Monitor) била је ратни брод Уније у Америчком грађанском рату (1861–1865), поринут 1862. Овај брод, једна од првих оклопњача на парни погон, и уз то прва на свету наоружана топовском кулом, дао је име читавој класи ратних бродова изграђених у 19. и 20. веку.

## Карактеристике
У почетку Америчког грађанског рата (1861-1865), ратни бродови на једра (фрегате, корвете и бомбарде) нису били ефикасни у борби против обалских батерија, нарочито оклопњаче Меримак држава Конфедерације. Државе Уније су 1862. по пројекту Џона Ериксона изградиле Монитор, нову врсту гвозденог оклопног ратног брода на парни погон, депласмана око 1.250 т, наоружаног са два топа од 280 мм. 
Да би добио што већи сектор гађања, а оруђа што боље заштитио, Ериксон је сместио топове у оклопљену окретну кулу, уграђену у средину палубе. Дрвени подводни део бродског трупа био је далеко шири од надводног, гвозденог. Бочни оклоп од меког гвожђа, дебљине 76-127 мм, штитио је по целој дужини брода ниске бокове (0.6 м), а у висини његовог горњег руба протезала се палуба дебљине оклопа од 25 мм. Испред топовске куле смештен је оклопљени командни мост, а позади преклопни димњак. Брод није имао јарболе.

### Топовска кула
Изграђена 1861. по патенту Американца Теодора Тимбија (енгл. Theodore Timby), топовска кула је оклопним зидовима штитила топове и омогућавала сектор дејства од 360°. Кружна платформа промера 6 м лежала је на средини палубе и носила 2 топа глатких цеви, калибра 28 цм и цилиндричну куполу од 8 слојева гвоздених плоча по 25 мм, висине 2.7 м, са тањом равном покривком. При нишањењу топовска кула се обртала парном машином, пошто би се претходно посебним механизмом мало подигла. Муниција се додавала чекрцима из бродских просторија.

## Утицај
После успешног боја Монитора са оклопњачом Меримак, државе Севера су током рата изградиле за операције у обалном морском подручју око 20 монитора (типови Pasaoic и Canonicus), а за дејства на Мисисипију и Тенесију око 30 речних монитора газа до 1.3 м (типови Casco, Etlah). Да би оспособили мониторе за пловидбу на отвореном мору, државе Севера су по пројектима Ериксона и  Џозефа Ишервуда (енгл. Joseph Isherwood) изградиле 6 монитора (енгл. ocean-going monitor) великог депласмана (преко 3.600 т) и јаких машина које су развијале брзину око 15 чворова ( типови Puritan и Miantonomah), али већ на пробној пловидби 1866. монитора  Miantonomah за Европу и монитора Monadnock око Јужне Америке за Калифорнију, показало се да располажу малом резервном пловношћу и слабим поморским особинама.
Амерички монитори постали су узор по којем су европске државе Северног и Балтичког мора градиле мониторе.